# Pasir Utama
Pasir Utama is een bestuurslaag in het regentschap Rokan Hulu van de provincie Riau, Indonesië. Pasir Utama telt 4195 inwoners (volkstelling 2010).